# Rue de la Bastille (Nantes)
Pour les articles homonymes, voir rue de la Bastille.
La rue de la Bastille est une voie de la commune de Nantes, dans le département français de la Loire-Atlantique. 

## Situation et accès
Située dans le quartier Hauts-Pavés - Saint-Félix, la rue de la Bastille est une artère bitumée, longue de près de 800 m, ouverte à la circulation automobile, elle relie la place Édouard-Normand à la rue des Dervallières, au niveau de la rue Octave-Feuillet.

## Origine du nom
La rue porte le nom d’un domaine, fief de l’archidiaconé de la Mée, anciennement possédé par Germain de Vaux, Sieur de la Porcherie et de la Bastille.

## Historique
Simple chemin bordé de jardins et de quelques propriétés au XVIIIe siècle, la rue de Bastille s'urbanisa au début du XIXe siècle.
C'est en 1889, que la municipalité achète des terrains aux abords d'une artère adjacente, la rue 14-Juillet, pour y installer l'« École pratique de commerce et d'industrie de jeunes filles » qui ouvrira ses portes trois ans plus tard. Par la suite, celle-ci deviendra l'un des établissements scolaires nantais les plus réputés, le lycée Vial.

## Bâtiments remarquables et lieux de mémoire

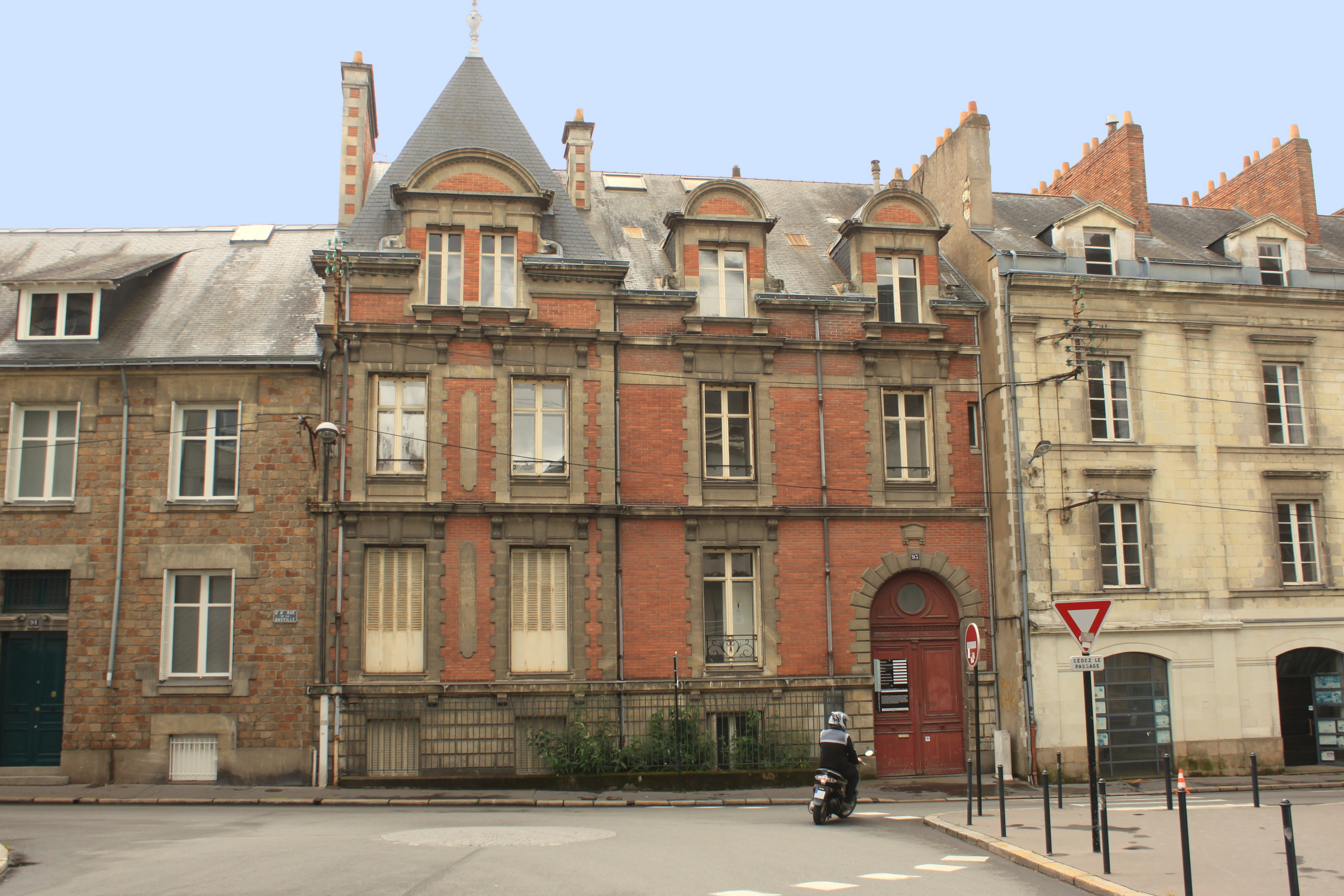
Demeures anciennes de la rue
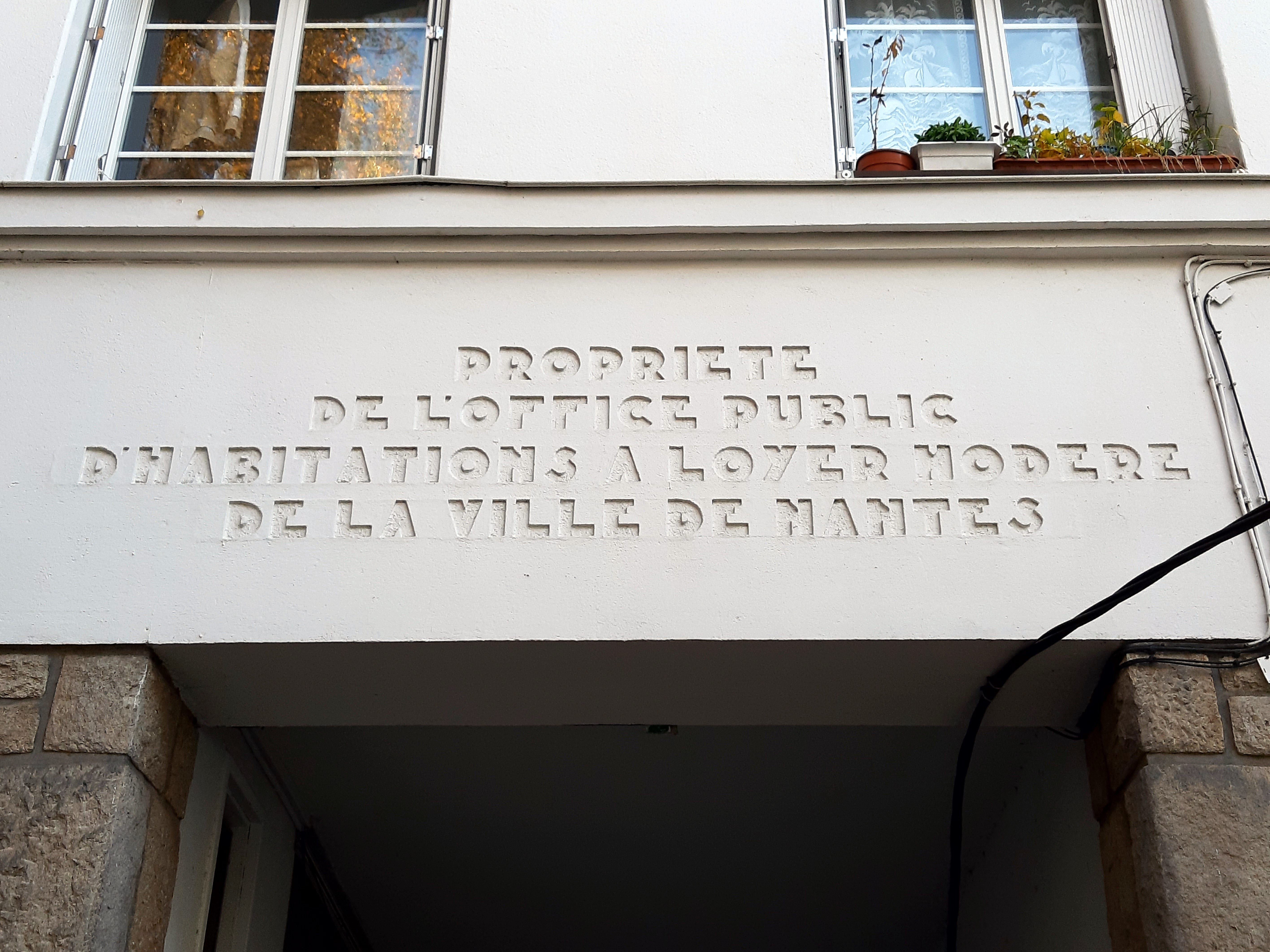
Façade de l'immeuble au n°6